# Antonio Jesús García Conesa
Antonio Jesús García Conesa (Fuente Álamo de Murcia, Región de Murcia, 1973) es un político español. Fue alcalde de Fuente Álamo de Murcia entre 2015-2019 y Secretario general del Partido Socialista Obrero Español (PSOE) en dicha localidad.

## Biografía
Antonio Jesús García Conesa nació el 22 de octubre de 1973. Cursó sus estudios superiores en la Universidad de Murcia obteniendo la Licenciatura de Derecho en 1996 y la de Ciencias Políticas en 2010. Trabajó como profesor de Formación y Oirientación Laboral en el instituto Miguel Hernández de Alhama de Murcia durante el curso 1998/1999 y en el de Prado Mayor de Totana desde 1999 hasta su llegada a la alcaldía de Fuente Álamo en 2015. También, entre 2002 y 2006 fue Asesor Técnico Docente en la Dirección General de Formación Profesional de la Consejería de Educación de la Región de Murcia.

## Trayectoria política
Tras convertirse en el Secretario General del PSOE de Fuente Álamo de Murcia, García Conesa también es nombrado como Secretario de Coordinación Estratégica del PSRM-PSOE. 
En las elecciones municipales de 2011, no consiguió llegar a la alcaldía frente a María Antonia Conesa del Partido Popular, que con 10 concejales, consiguió mantener la mayoría absoluta, obteniendo 6 el PSOE. Sin embargo, redujo notablemente la distancia electoral con su contrincante política.
En las elecciones municipales de 2015, Partido Popular y PSOE, obtuvieron resultados muy similares, con poco más de 100 votos de diferencia, que situaban al Partido popular con un concejal por encima del PSOE en la localidad. Este casi empate técnico, fue sin embargo resuelto a favor del PSOE gracias al apoyo del resto de formaciones políticas de la oposición que conformaban una mayoría más que suficiente (10 concejales) para investir al nuevo alcalde socialista.
García Conesa se convertía así en el quinto alcalde de la democrácia, bajo la Constitución de 1978 y en el segundo socialista tras Gines Jiménez Gómez.
En las elecciones municipales de 2019, García Conesa consiguió una clara victoria con 2.558 votos que le otorgaron 7 concejales, algo menos del doble que el principal partido de la oposición (PP) que quedó con 5 ediles. Sin embargo, la unión de todas las fuerzas políticas de centro derecha Partido Popular y Ciudadanos además de los dos ediles del partido de Extrema derecha, Vox consiguieron impedir la formación de un nuevo gobierno del PSOE y nombraron alcaldesa a la popular 	Juana María Martínez García, quedando García Conesa nuevamente como líder de la oposición en el municipio.